# Оуквуд Парк (Мисури)
Оуквуд Парк (енгл. Oakwood Park) град је у америчкој савезној држави Мисури.

## Демографија
По попису из 2010. године број становника је 188, што је 5 (2,7%) становника више него 2000. године.
| Група             | 2000.       | 2010.       |
| Белци             | 178 (97,3%) | 166 (88,3%) |
| Афроамериканци    | 0 (0,0%)    | 0 (0,0%)    |
| Азијати           | 0 (0,0%)    | 3 (1,6%)    |
| Хиспаноамериканци | 4 (2,2%)    | 10 (5,3%)   |
| Укупно            | 183         | 188         |